# Strain 121
Strain 121 är en extremofil encellig organism i Arkédomänen. Organismen upptäcktes 320 kilometer från Pugetsundet, där den levde nära en vulkanisk förkastning. Organismen har fått sitt namn från sin förmåga att fortplanta sig vid så höga temperaturer som 121 C, och överleva 130 C. Före upptäckten var konsensus att inget liv kunde överleva sådan hetta, varför medicinsk utrustning vanligen steriliserats vid just 121 C.

### Fotnoter
1. ↑  ”Extremofiler - de tuffaste livsformer på jorden”. alltomvetenskap.se. 16 juni 2009. Arkiverad från originalet den 1 november 2013. https://web.archive.org/web/20131101202536/http://www.alltomvetenskap.se/nyheter/extremofiler-de-tuffaste-livsformer-pa-jorden.